# Oliver (Wisconsin)
Oliver – wieś w Stanach Zjednoczonych, w stanie Wisconsin, w hrabstwie Douglas.